# 派爾鱵鱸
派爾鱵鱸為輻鰭魚綱鱸形目鱸亞目鮨科的其中一種，分布於中西太平洋的庫克群島海域，體長可達6.2公分，為底棲性魚類，屬肉食性，生活習性不明。

## 擴展閱讀
維基物種上的相關：派爾鱵鱸